# テオドール・ホイス
テオドール・ホイス（ドイツ語: Theodor Heuss, 1884年1月31日 - 1963年12月12日）は、ドイツのジャーナリスト、政治学者、政治家。ドイツ連邦共和国（西ドイツ）の初代連邦大統領（在職：1949年 - 1959年）を10年間務めた。

## 経歴

### ジャーナリスト

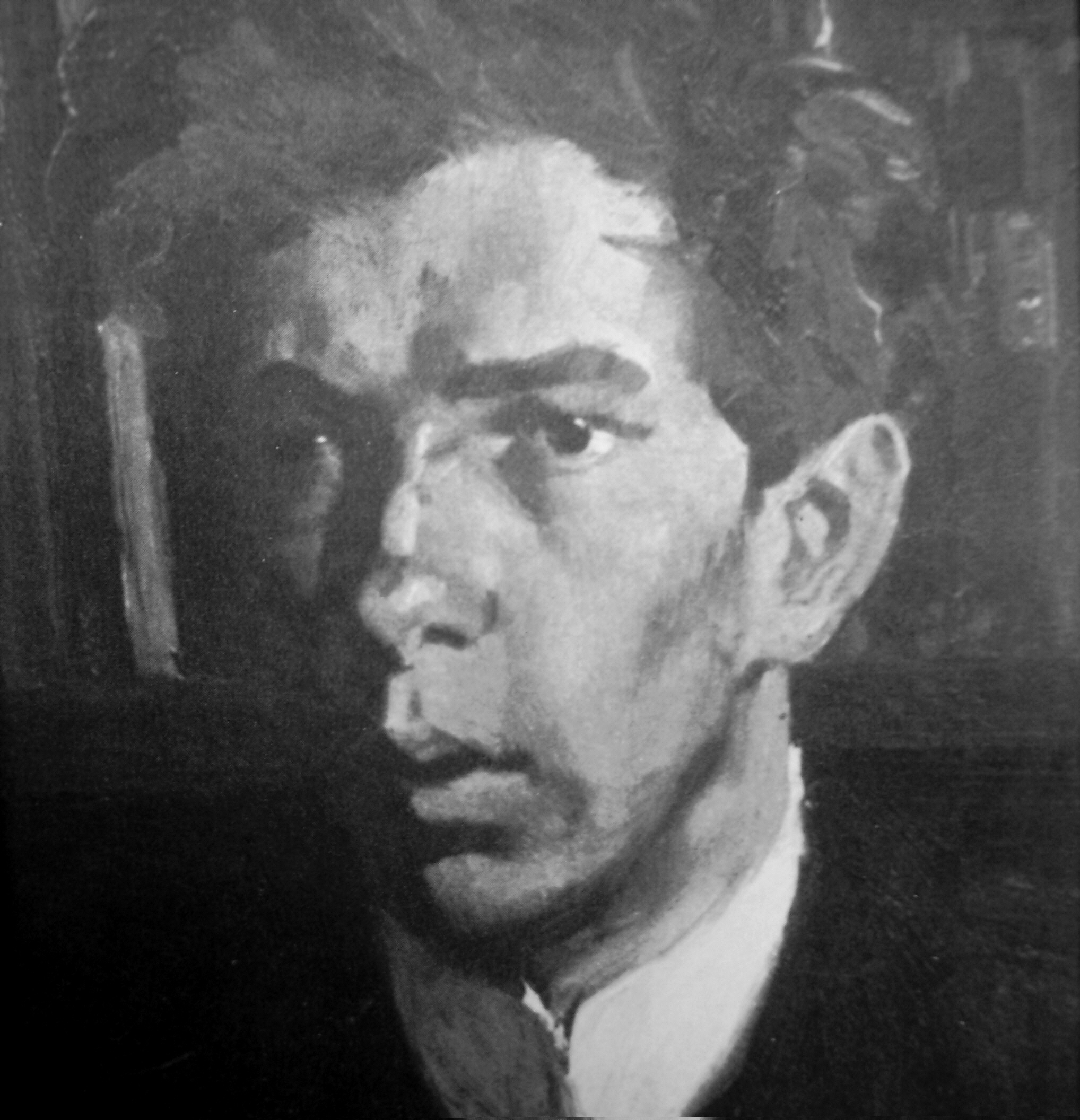
若きホイスの肖像画（1905年、アルベルト・ヴァイスゲルバー画）

ブラッケンハイム（現バーデン＝ヴュルテンベルク州）の出身。ミュンヘンとベルリンで経済学、政治学、歴史学、哲学、美術史を学ぶ。1905年にミュンヘン大学でルヨ・ブレンターノの指導の下、「ネッカー川沿いハイルブロンにおけるブドウ栽培とブドウ農家の現状」と題する論文で博士号を取得。1905年から1912年まで、ベルリンでフリードリヒ・ナウマンの下で雑誌「Die Hilfe」を発行。1908年にエリー・クナップと結婚し一男をもうける。第一次世界大戦中に同盟国オスマン帝国のイスタンブルにある「ドイツ・トルコ友好の家」を設計し、その開所式は1917年にナウマンによって行われている。1912年‐1918年、ハイルブロンで「ネッカー新聞」の編集長。同時にミュンヘンで雑誌「美術展望」の芸術面を担当していた。1920年から1933年まで、ベルリンにあるドイツ政治高等学院で講師を務め、同時に「ドイツ国民」という雑誌を刊行していた（1923‐1926年）。また1918年から1933年まで、ドイツ工作連盟の経理と経営代表委員を務めていた。
ホイスは1903年にリベラル左派の「自由思想家連合」に加入。1910年に自由主義諸政党が合同し成立した「進歩人民党」所属となる。1918年にはドイツ民主党 (DDP) の設立に参加。1919年にベルリン・シェーネベルク区の区議会議員に当選した。1930年にDDPはドイツ国家党 (DStP) に合流する。1924‐1928年と1930‐1933年の間、ホイスはヴァイマール共和政下のドイツ帝国議会の議員であった。ナチスが政権を獲得したのちの1933年3月23日、アドルフ・ヒトラー内閣が提出した全権委任法に、同じ党のエルンスト・レンマー、ラインホルト・マイアーらとともに賛成票を投じた。この法律はナチスの一党独裁を許すことになったので、ホイスのこの行動はのちのちまで批判の対象になったが、ホイス自身は賛成に投じることに反対だったが党議拘束や党内の多数派に同調して賛成票を投じたと説明している。ともあれ法案は可決され、他ならぬこの法に基づいて、その年7月にホイスらナチス以外の党の議席権は抹消された。

### 戦中・戦後
ナチス政権樹立後もホイスは「Die Hilfe」を発行していたが1936年に発禁され、講師の職も失った。第二次世界大戦中の1941年にはリベラル系の「フランクフルト新聞」に入社して文化政策や歴史に関する文章を発表していたが、1942年にドイツのすべての新聞に対し、ホイスの文章を発禁するヒトラーの指令が下された。しかしその後もホイスは「トーマス・ブラックハイム」などの偽名で文章を書き続け、1942年には偽名でユストゥス・フォン・リービッヒの伝記を出版している。1943年には家族とハイデルベルクに移住し、死を目前にした実業家ローベルト・ボッシュ本人に頼まれてその伝記を執筆していた。第二次世界大戦が終わると、占領軍であるアメリカ軍軍政部によって新聞発行許可を与えられ（戦後最初に許可をもらった3紙のうちの一つ）、それは現在もライン・ネッカー新聞として続いている。
1945年9月24日、彼はアメリカ軍軍政部によりヴュルテンベルク・バーデン州（現在のバーデン・ヴュルテンベルク州北部）の文化大臣に任命され、党友ラインホルト・マイアー率いる全党内閣に入閣した。1946年の州議会選挙で彼らの民主主義人民党 (DVP) は19%の得票しかできず、閣僚ポストが1つしか得られなかったため、ホイスは文化大臣の座をマイアーに譲った。1947年にはホイスらに対して、かつて全権委任法に賛成票を投じた責任を問う委員会が設置され査問を受けた。政治活動の傍らホイスは1946年から翌年までシュトゥットガルト工科大学で歴史を講義していた。1946年から1949年まではDVPの共同設立者として妻と共に州議会議員を務める。1948年3月にはドイツ民主党 (DPD) の全ドイツ地区の共同代表に選出される。1948年にシュトゥットガルト工科大学客員教授に就任。

### FDP設立・初代大統領

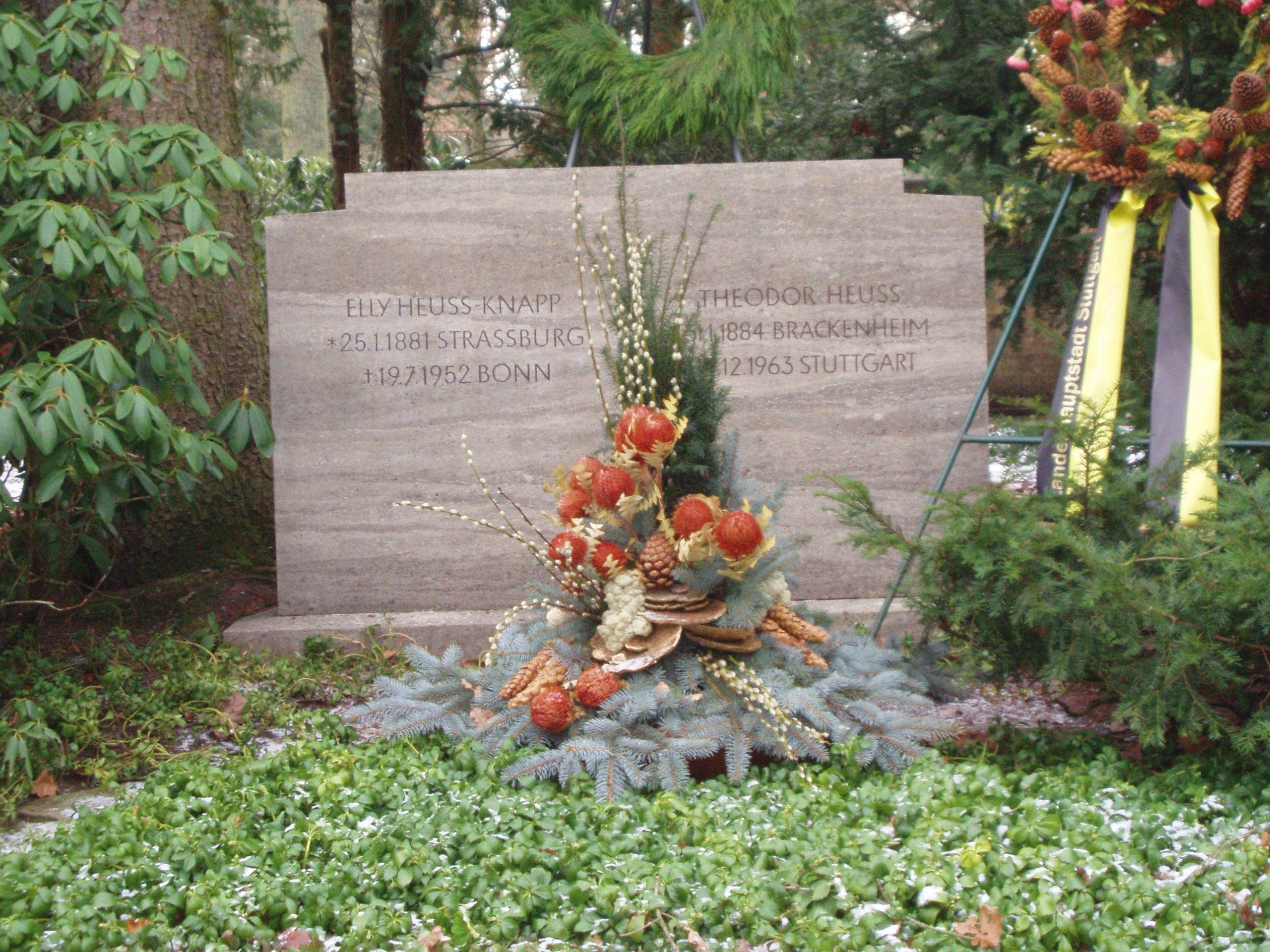
シュトゥットガルトにあるホイス夫妻の墓

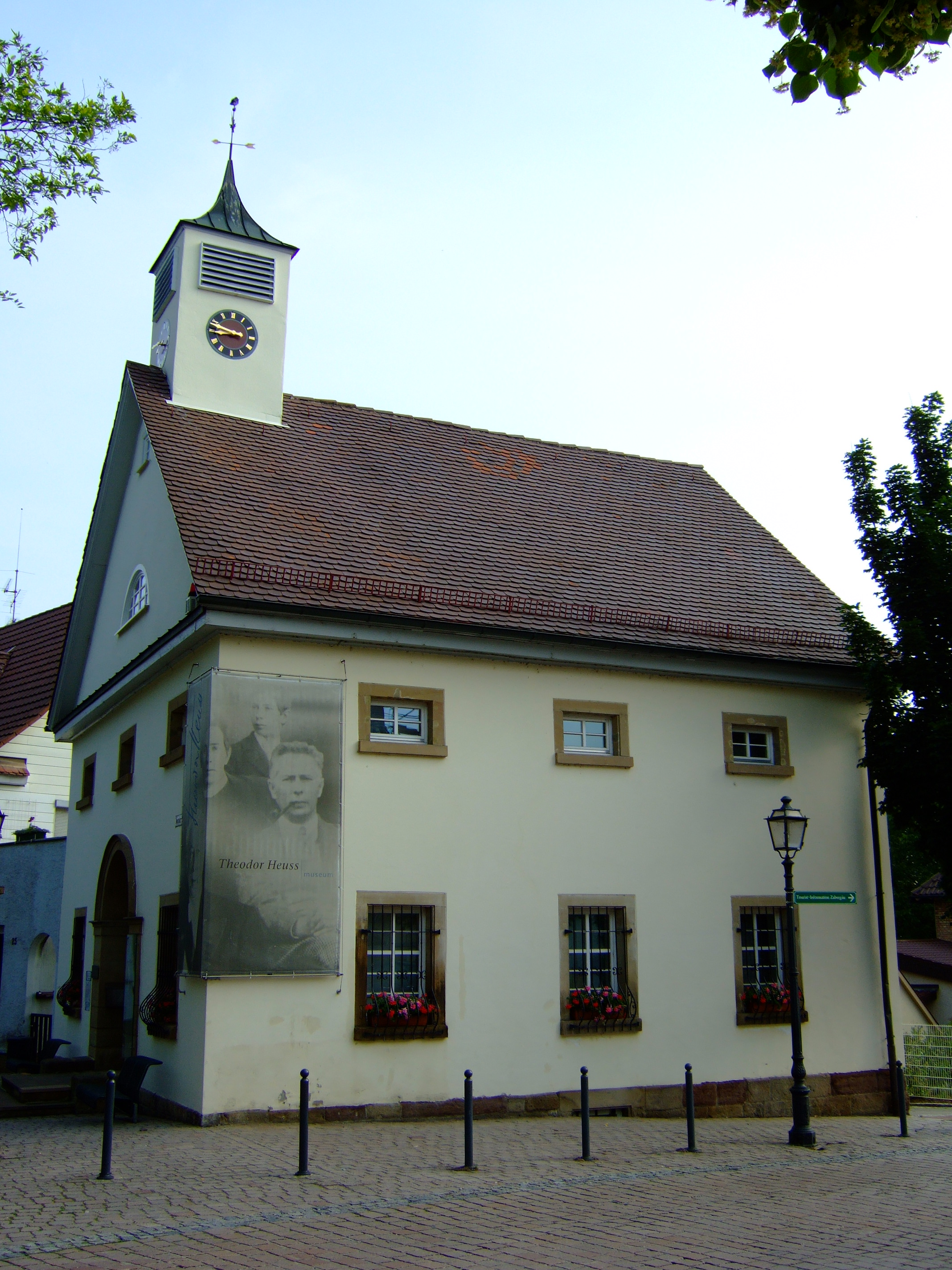
ブラッケンハイムにあるホイス博物館

1948年12月12日、自由民主党 (FDP) の結党大会で西ドイツとベルリンの代表に選出される。彼は西側連合国の占領地域にある全てのリベラル政党の結集を目指した。同年、ドイツ連邦共和国基本法を制定する制憲会議のメンバーに選ばれる。1949年に第一回ドイツ連邦議会選挙が行われて彼も当選したが、9月12日に連邦会議による投票で連邦大統領に当選したため、議員を辞職した。この会議の際の対立候補はドイツ社会民主党 (SPD) のクルト・シューマッハーであった。1954年に事実上対立候補なしで再選され、2期目を迎える。新憲法は大統領の3選を認めておらず、憲法改正も検討されたが彼はそれを断り、結局2期10年を務めた。
大統領として1953年にドイツ芸術家支援協会を設立。在任中ホイスは政党を越えた権威を保ち、ドイツの民主主義、リベラル、そして文化的伝統の象徴として、成立まもない共和国が外国の信頼を勝ち得ることに努力した。1956年に最初の外遊先としてギリシャを訪問して以降、外国訪問でドイツに対する信頼回復に寄与した。退任から4年後の1963年に死去し、シュトゥットガルト郊外の墓地に葬られた。

## 表彰
1949年、設立間もないベルリン自由大学から名誉博士号を授与される。ゆかりのあるベルリン、シュトゥットガルト、ハイルブロンはじめ多くの街の名誉市民とされる。1959年、ドイツ書籍協会平和賞を受賞。死後の1964年にはテオドール・ホイス賞が創設され、民主主義の発展に模範的貢献をした人物に授与されている。ホイスの名はドイツのすべての町で通りや広場、学校の名として目にすることが出来る。また2002年まで流通していた2ドイツマルク硬貨の裏面にも彼の横顔があしらわれていて馴染みになっていた。2002年には彼が晩年シュトゥットガルト郊外で住んでいた家がテオドール・ホイス博物館として公開されている。彼に関する博物館は故郷のブラッケンハイムにもある。
自身が政治家で慈善事業に携わったエリー夫人は、アルベルト・シュヴァイツァーと懇意で夫妻共に親交があった。

## 語録
- 「多数の外面的自由は、各自の内面的自由によって生きる」
- 「そこから何も生えてこない唯一の堆肥 (Mist) とは、ペシミスト (Pessimist) だ」（一種のダジャレ）
- 「忘却は赦しであると同時に危険でもある」
- 「常に真実を言う者は、悪く記憶されるものだ」
- 「狩猟は人間の精神疾患の一変態だ」
- 「"Baum"(木)というのはごく短い言葉だが、その背後にはメルヘンと奇跡に満ちた世界がある」
- 「それじゃ、しっかり勝っておくれよ」（ドイツ連邦軍の新兵に対して）